# Lolita (moda)
Lolita (ロリータ・ファッション Rorīta fasshon?) es una subcultura de origen japonés cuya actitud esteticista mezcla corrientes juveniles de libertad con la vestimenta de la aristocracia de los siglos pasados, principalmente las épocas del rococó, victoriana, ocasionalmente el barroco y la eduardiana.

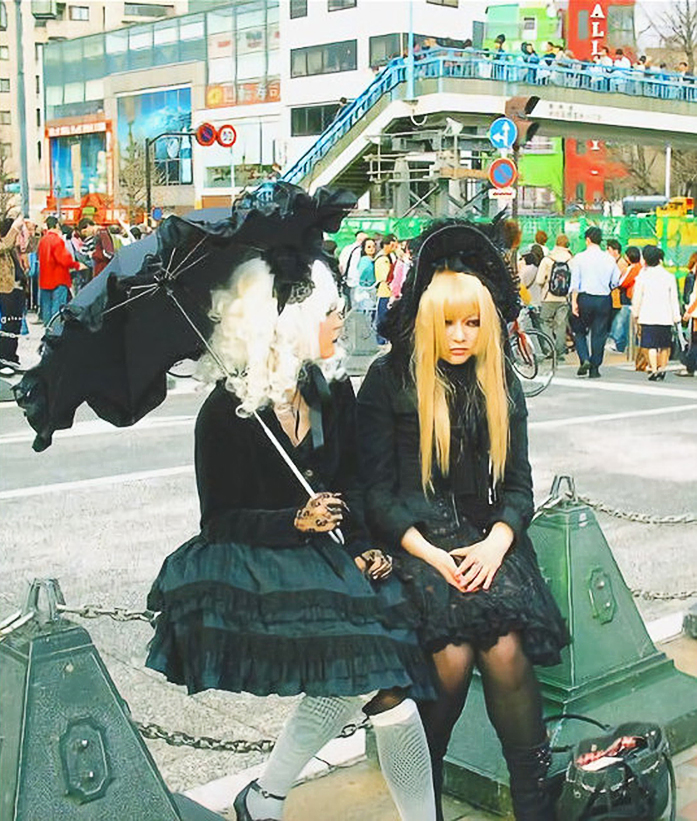
Dos jóvenes vestidas en estilo gothic lolita en Harajuku, Tokio.

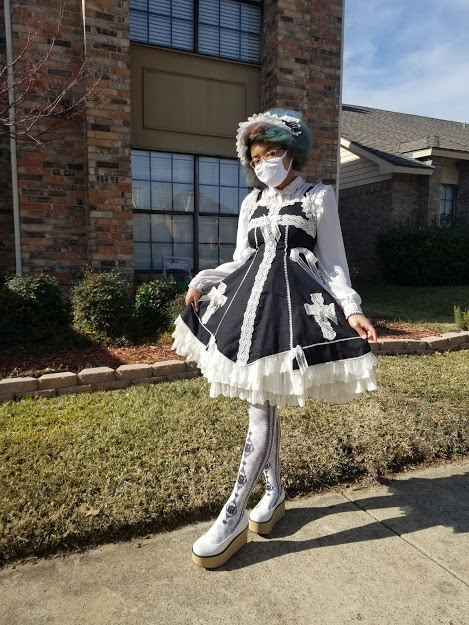
A lolita model presents Elegant Gothic Lolita fashion

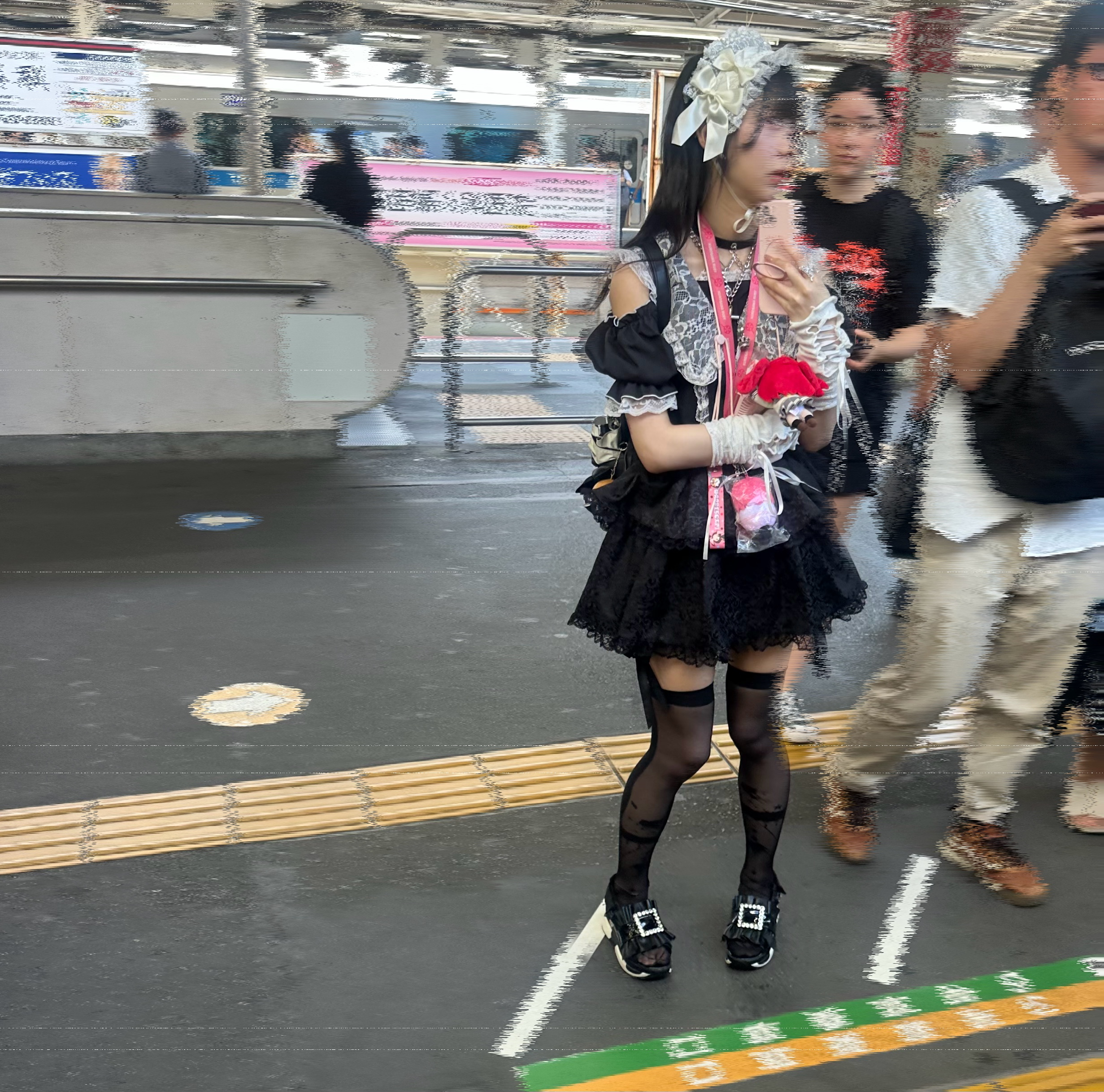
Lolita fashion - Japanese

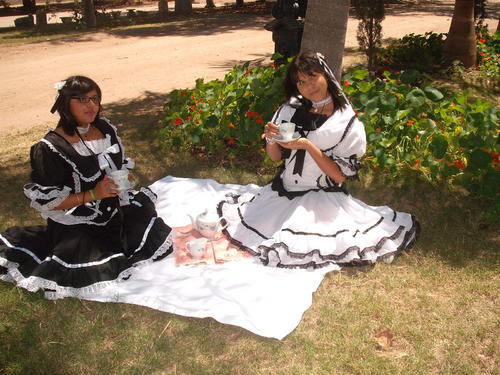
Lolita (moda)

La historia del movimiento Lolita es un tanto difusa, no son abundantes los datos que se tiene al respecto siendo fruto de una evolución influenciada por distintos elementos que la acaban formando como tal.  Surge como movimiento social, cultural, ideológico y estético, en la respuesta de la juventud femenina que no quería formar parte de la sociedad conservadora japonesa, la cual solo le daba a la mujer el rol de "buena esposa, dependiente de su marido" (amae). Los inicios de esta evolución se podría originar a finales de los años 70 y principio de los 80 en Japón,  tras un movimiento feminista, las mujeres jóvenes no querían formar parte de la sociedad conservadora japonesa, huyen de los convencionalismos dictados y se originan diferentes movimientos estéticos alternativos. De este espíritu de rebeldía van a surgir varios movimientos, de los cuales tres de ellos se le relaciona directamente con el origen del Lolita. Las Nagomu Gals, las Olive Gals y el Natura Kei. movimiento social toma fuerza a finales de los 90, tomando la libertad de expresión juvenil que había tomado su hogar en el famoso barrio de Harajuku en Tokio.
Este estilo lo llevan principalmente las jóvenes entre los 17 y 35 años y, aunque la idea principal es que se pueda llevar a partir de los 15 años aproximadamente, no hay edad para esta moda. Es más, en la actualidad se pueden ver a personas mayores de 40 y 50 años portándola, especialmente estilos más conservadores como el gothic, classic, casual, aristocratic y elegant.

## Historia
El Lolita es uno de los movimientos sociales que empezó a surgir a finales de los años 70. Inspirado en la época victoriana, edwardiana, el rococó y barroco de los siglos XVIII-XIX, pero este está mezclado con las ideas juveniles. Nace de manera ideológica, como ideas entre las mujeres jóvenes. En la cultura Japonesa tradicional a la mujer se le impone que su rol es atender a su marido por sobre todas las cosas. Este movimiento viene siendo la respuesta de la juventud femenina japonesa a las presiones sociales que se han sentido para que sean ellas las que lleven la carga de educar a los hijos. Consecuentemente, termina en un estado de total dependencia. Su oposición se demuestra pacíficamente a través de la ropa Lolita. 
El Lolita nace en un marco histórico como parecido al Natural Kei con sus marcas Milk y Pink House cuyo surgimiento fue en la década de los 70. Al final de los 80, se funda la popular marca Baby, The Stars Shine Bright, seguida por Angelic Pretty. 
Con los años 90 llega el estallido de la moda japonesa y la fama de grupos visual kei en especial de Mana que se acredita como la persona más influyente de esta, pues fue el primer personaje público en promover la subcultura.
Comienza a gestarse lo que se conocería después como movimiento “Gothic & Lolita”, en donde la inocencia y la dulzura se hermana con el misterio, el delirio y las sombras del pasado para generar una escena artística y comercial con un mismo fin: un nuevo planteamiento de vida, una forma alternativa de posicionarse en el mundo a través de un escapismo radical: ambos suponen la recreación de exquisitos paraísos artificiales en donde el individuo expresa el yo de su paisaje interior mediante la adecuación a sí mismo de otro externo, pero imposible, ideal, poético; la representación de sí mismo a través de la estética. La mayor expansión del Lolita surge con el uso de Internet y las marcas se abren al mercado global con envío internacional. 
En Japón Gothic & Lolita se pronuncia "Goshiku ando Roriita" (en Roriita no se usa la "r" fuerte), o GothLoli (con pronunciación "GosuRori") para abreviar. Para decir sólo "Lolita" es simplemente "Roriita" o "Rorii".
En la actualidad el punto de mayor enfoque de las Lolitas es el puente Harajuku, en Tokio, donde todos los domingos se reúnen para posar ante camarógrafos o turistas, pero no sólo las lolitas lo hacen, también otras personas orientadas hacia otro estilo (ganguro, decora, cosplay...). El puente Harajuku se ha hecho famoso por eso, porque es un sitio para expresarse libremente. Claro que no sólo en Tokio hay Lolitas, también se encuentran por todo Japón y la moda se ha expandido por todo el mundo poco a poco, como en Estados Unidos y Europa.

## Controversia con Occidente
En occidente el término Lolita suele relacionarse con niñas muy despiertas sexualmente. Vladimir Nabokov, autor de la novela "Lolita" que relata la historia de un hombre obsesionado con su hijastra, con la que mantiene una tempestuosa relación a la muerte de la madre, significado que no guarda relación con la moda japonesa. En Japón, la palabra Lolita se utiliza para referirse a una persona como inocente, femenina, como una princesa. También tiene como significado "niña" "mujer" o "dama".
Otro punto importante es que el lolita no viene ni está relacionado con el anime. Si bien en ocasiones es usado este estilo, no tiene relación alguna con el término (y otros términos como lolicon, etc), que se refieren a la anterior acepción occidental. Cabe destacar que la idea que se defiende dentro de la comunidad es que el estilo no sea considerado un disfraz sino prendas y accesorios para uso cotidiano, por tanto se diferencia del Cosplay, ya que éste se trata de la caracterización de un determinado personaje de una serie, película u otra obra donde el personaje tiene un concepto previo, y en el Lolita simplemente eso está ausente puesto que no se pretende interpretar a nadie. El único parentesco que tiene el Lolita con respecto a otros estilos urbanos es solamente la nacionalidad japonesa, fuera de eso, se mantienen en términos separados precisamente porque surgen de lugares y conglomeraciones diferentes (el Lolita perteneciendo al barrio de Shibuya; y el Cosplay proveniente del barrio de Akihabara).

## Estilos Lolita

### Gothic Lolita (Gosurori)

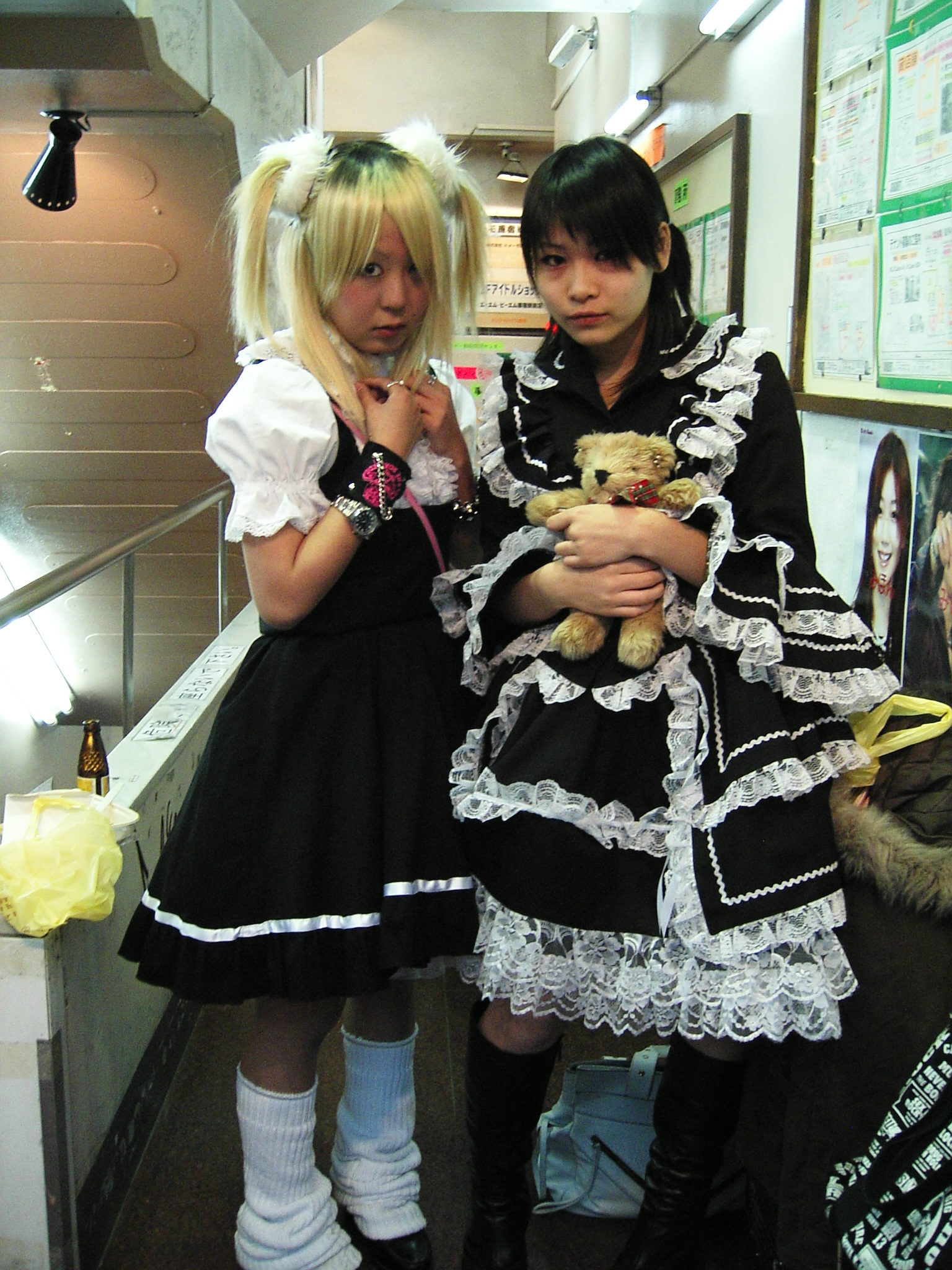
Exponentes del estilo

El Gothic Lolita es el primer estilo reconocible y el más antiguo, basado en el barroco oscuro y el estilo gótico. En la ropa lo más común es la combinación de blanco con negro, bastante reconocible, pero también se incluyen en la gama de colores del Gothic Lolita, los azules marinos y azul oscuro.
El largo de la falda o vestido es a la rodilla y siguiendo el estilo victoriano. 
El estilo "GothLoli" actual se originó a mediados del 1998 y se hizo más accesible en varias boutiques y tiendas por departamento en el 2001. La popularidad del Gothic Lolita como estilo distintivo llegó a su punto más alto en los años 2004 y 2005 en Tokio, y al presente se mantiene como una de las modas "alternativas" entre la juventud japonesa. 
Aunque el nombre de 'Gothic' Lolita alude a la moda gótica en su conjunto, no se trata de un subgénero del Gótico occidental. Las marcas más conocidas son: Metamorphose, Alice and the pirates y Moi-même-Moitié (la primera marca de ropa Gothic Lolita).

### Sweet Lolita (Amaloli)
El Sweet Lolita o Ama-loli es un subestilo dentro del lolita caracterizado por presentar un lado más dulce, infantil y tierno de las lolitas. Es uno de los estilos más populares y utilizados actualmente.
Por lo general, en su vestuario utilizan colores claros o pasteles como el blanco, rosado y celeste aunque también se puede apreciar otra variedad de colores como el rojo, el azul marino, negro u otros colores pasteles como el amarillo o el verde menta. 
Los diseños de los vestidos por lo general son con estampados inspirados principalmente en temas de fantasía o "infantiles" como: cuentos de hadas, osos, dulces, pasteles, notas musicales, etc.
Las marcas más conocidas son las de Sweet Lolita son: Baby, The Stars Shine Bright, Angelic Pretty y Metamorphose Temps de Fille.

### Classic Lolita
El Classic Lolita es un estilo más maduro. Hay menos adornos y los vestidos no son tan pomposos. En el estilo classic generalmente se utilizan colores menos brillantes y diseños florales con colores más cálidos. Los vestidos con cortes imperio también son usados para agregar un 'look' más maduro. La forma de la falda tiende a ser de Corte A. El cabello suele llevarse muy peinado y elegante. De complementos para el pelo suelen llevar sombreros, minni-hats, bonnets o pequeños lazos. Las marcas que fabrican estos vestidos son: Juliette et Justine, Innocent World, Victorian Maiden, Triple Fortune y Mary Magdalene.

## Estilos temáticos

### Country Lolita
Este estilo temático evoca la vida pacífica en el campo. Destacan los estampados campireños (las frutas son una buena opción), sombreros de paja o pequeñas canastas.
Una marca conocida es Mary Magdalene.

### Hime Lolita
El Hime (Princesa) Lolita es un estilo mucho más inspirado en el Rococó. Las perlas, rosas, los moños, las tiaras pequeñas o coronas y los tocados elaborados son muy usados en este estilo. 

### Wa-lolita (sumaloli)
Está inspirada en la ropa tradicional japonesa, incluyendo el kimono y el menos formal yukata, ambos modificados para adaptarse al Lolita. Una opción es una prenda que dé la impresión de kimono, junto a una falda con vuelo, y a menudo se añade un obi Rashiki, calcetines blancos o calcetines de diseño y encaje, otra opción en lugar de la falda es usar un hakama, y además de zapatos se puede usar geta o zori (sandalias tradicionales japonesas) con decoraciones.

### Qi-lolita
Inspirado en los vestidos tradicionales chinos. Cuellos altos y cierres falsos a un lado decorados con lazos identifican usualmente estos vestidos. Normalmente son modificados para tener la típica falda con forma de campana y se usan accesorios típicos chinos. El nombre está basado en Qi-Pao, el vestido más popularmente conocido.

### Kuro Lolita y Shiro Lolita
Las Kuro Lolita son aquellas que visten un conjunto cuyo único color es el negro, mientras que Shiro Lolita visten únicamente de blanco, blanco antiguo, o crema. Las Kuro y Shiro Lolitas suelen verse en pareja para crear mayor contraste de colores.
El único requisito en cada uno de estos estilos es vestir íntegramente de blanco o negro, nunca mezclándolos entre sí. Básicamente cualquier estilo Lolita puede entrar dentro de éstas definiciones siempre y cuando tenga de manera uniforme el color blanco o negro.

### Sailor Lolita
Es una versión más lolita de los antiguos uniformes marinos. Las faldas tienen líneas en las orillas, las blusas a veces llevan un cuello de marinero y se puede usar también un pequeño gorro al estilo naval. Collares de marinero, rojos, azules y blancos son factores clave para reconocer este estilo.

### Pirate Lolita
Estilo temático muy ligado al Sailor. Este estilo incorpora ciertos elementos históricos de corte 'pirata'. Sombreros de tres puntas, bolsos con forma de cofres de tesoros y accesorios que recuerden la figura de un Pirata (espadas, redes, pistolas...).

## Estilos mezclados

### Deco-loli
Loco y hermoso: el goteo en joyas, pequeños juguetes de plástico, y suficientes pasteles del arco iris. Colores como el rosa, amarillo, menta, azul o lila son buenas opciones. Los conejos, osos de peluche, fresas, conos de helado, 80s, estrellas - etc. o simplemente ir con el color, es decir, rosa, colores azules, etc. Correspondiente también trabajan accesorios: anillos, broches, collares, pulseras, llaveros, charms del teléfono móvil, pendientes, y pinzas de pelo, las pelucas en colores brillantes puede utilizar su propio pelo pueden usar extensiones, Marie-Antonieta pelucas, No hay nada malo con el uso de múltiples carteras decir, una pochette y conejito bolsa, o un bolso y pochette; boinas cubiertos con alfileres son divertidos; unos arcos pueden recorrer un largo camino; añadir piruletas gigantes o cetros brillantes como grandes apoyos horquillas; llevar loncheras de época para monederos; llevar un anillo en cada dedo; usar guantes de encaje brillantes; mezclar y combinar diferentes series de joyería; espolvorear purpurina en la cara y el cabello; llevar las uñas fabulosamente decoradas; tratar las pestañas falsas con perlas o pedrería en ellos; tomar un montón de purikura!.

### Cyberlolita
Son la visión más futurista del lolita mezclando elementos del Cyber, como rastas de colores chillones (llamados "dreads"), maquillajes elaborados, calentadores de pelo, mangas grandes, y otros materiales en las ropas como pueden ser el vinilo o el látex.

### Lolita Over The Top
Surge a partir del Sweet Lolita, pero más concretamente nace del Deco-Loli, no es exactamente lo mismo, pues este estilo se centra mucho más en el tocado "Over The Top". En este estilo se prohíbe la moderación; se usan increíbles pelucas de colores, miles de lazos, accesorios, etc, sin dejar de cuidar el resto del outfit, también bastante llamativo, pero no tanto como en el deco lolita.
El decololi se centra más en el conjunto al completo, aunque de igual forma recarga el peinado.

### Horror Lolita (Gurololi)
Las gurololi (de guro=grotesco) es la más "teatral" y una de las más difíciles de ver, siendo prácticamente imposible de encontrar fuera de ciertos lugares y eventos. Los vestidos que priman en la Horror son blancos con manchas de sangre simuladas. Los accesorios y la iconografía que la acompañan son parches en los ojos, vendas manchadas y toda clase de instrumental médico. En el maquillaje prime el rojo y el negro. Menos habitual es la que ostentan las características laceraciones sobre vestidos de otro estilo.

### Punk Lolita
Punk Lolita es un estilo bastante difícil de definir, ya que la línea que lo separa del look total punk occidental es muy delgada. Se toman algunos elementos tradicionales del punk: alfileres de gancho, tachas, estampados de cuadros etc. Las Punk lolitas tienden a conservar el largo de las faldas o seguir usando blusas pomposas con todo los demás accesorios del Punk.

### Psychobilly Lolita
No es considerado parte del lolita ya que es un género nuevo y no está bien visto por las lolitas tradicionales. Se le aplica al lolita detalles típicos de las pin-up de los años cincuenta y de la moda Psychobilly (que es la mezcla de Rockabilly + Horror Punk). Vestidos de lolita con bordados a topos, de notas musicales, corazones con dagas, zombis, cerezas, huesos, golondrinas al antiguo estilo de los tatuajes marineros... Se pueden usar zapatos de plataforma.

### Ero Lolita
El Erololi es un estilo con mucha controversia, ya que se diferencia del lolita original por ser un poco más "revelador" accesorios como corsés, guantes largos, zapatos altos, etc. Se usa telas de algodón y el corsé a la vista generalmente sin nada debajo (como una blusa). Revelador no debe confundirse con expositor, ya que las faldas son sólo un poco más cortas (unas cuatro pulgadas arriba de la rodilla) y las camisas tienen un corte más bajo.

### Casual Lolita
Realmente, no se trata de un estilo en sí, sino de conjuntos lolitas más prácticos para el día a día.
La faldas suelen tener menos vuelo, estampados y colores más sobrios, blusas o camisas comunes, con zapatos o botas que pueden no ser específicamente Lolita.

### Maid Lolita
El maid lolita aún no es uniformemente un estilo caracterizado entre las lolitas, ya que consiste prácticamente en el uso de uniforme de mucama francesa pero sin dejar de ser lolita. Casualmente se encuentran en los maid-coffee, que consiste en la vestimenta de uniforme: faldas pomposas en blanco y negro con pequeños delantales, camisas estilo servidumbre sin ser revelador, también pequeñas tiaras o coronas pequeñas estilo "mucama", "ama de llaves" o "chica de servicio".

Por lo general, algunos de estos vestidos se inspiran en el corte imperio. Este tipo de estilo está empezando a hacerse más famoso entre las lolitas que concurren a menudo a los afamados "maid-coffee".

### Steampunk Lolita
Steampunk es uno de los subgénero de la ciencia ficción, del año de 1980 un antes y después del período de auge, en valores que se utilizan ampliamente alguna de las temáticas de los vestidos son máquina de vapor y mucho de la revolución industrial, a menudo a la etapa de la Inglaterra victoriana de América y la frontera occidental, y la fantasía de los elementos en tales está incorporado, como una tecnología anacrónica, futurista, retro o innovaciones futuristas, dibujo de moda victoriana, la cultura, la arquitectura, el arte al mismo tiempo. Los colores utilizados son beige, bronce, dorado, marrón, verde y gris, entre otros.

## Estilos masculinos

### Kodona
El Kodona (子どな) es un estilo más infantil (子, Ko significa niño, infante) y se inspira en las ropas infantiles de la edad victoriana, como chalecos, camisas blancas terminadas en picos largos, pantalones por la rodilla, zapatos elegantes, pequeños sombreros, etc.

### Ōuji/Dandy
Ōjui (王子, Ōuji) o Ōji-sama (王子様, Ōuji-sama) significa "Príncipe". Este estilo, como bien dice su nombre, se inspira en un look más de antaño, Con modales y características más "maduras" y "formales" de la época Victoriana o Rococó.

### B-Lolita
Este estilo se destaca únicamente en el hecho de que los varones también visten prendas Lolita femeninas, de cualquier estilo anteriormente descrito. Se podría considerar como una forma de travestismo. Los principales exponentes de esta forma son Novala Takemoto y Mana, también otros artistas como Hizaki, y Kaya.
Fuera de Japón, existe controversia dadas las percepciones sociales que acarrea el vestir según el canon de género opuesto, como asumir adelantadamente que tales chicos sean homosexuales. Es necesario aclarar que esta forma del Lolita es independiente de cualquier orientación sexual e identidad de género que se pueda tener, siendo así, las ideologías o preferencias que se tengan son causas propias y exclusivas de quien use el estilo.